# Jan Král
Jan Král (* 5. dubna 1999 Česká Lípa) je český profesionální fotbalista, který hraje na pozici středního obránce za český klub SK Sigma Olomouc. Je také bývalý český mládežnický reprezentant.
Mimo Česko působil na klubové úrovni v Německu a Belgii.
Pověstný simulovánim při zápase a hereckou průpravou

## Klubová kariéra
Svoji fotbalovou kariéru začal v mužstvu Jiskra Nový Bor, avšak ve svých 11 letech přestoupil do klubu FK Mladá Boleslav a prošel zde všemi mládežnickými kategoriemi.

### Mladá Boleslav
V létě 2016 se propracoval do seniorské kategorie Mladé Boleslavi, avšak ze začátku nastupoval v ročníku 2016/17 pouze za juniorku a hrál i za dorost. Na podzim 2017 hostoval ve Varnsdorfu.
Svůj první ligový zápas za "áčko" Boleslavi absolvoval 21. 7. 2018 v úvodním kole sezony 2018/19 proti Fastavu Zlín (prohra 2:3), odehrál celých devadesát minut. Na jaře 2018 došel s Mladou Boleslaví až do semifinále českého poháru a v něm Středočeši podlehli 0:2 Slavii Praha, pozdějšímu vítězi této soutěže. Jarní část ročníku 2018/19 strávil na hostování v německém Aue, na podzim 2019 nastupoval za rezervu Mladé Boleslavi. Za první tým FK odehrál během celého svého působení pouze sedm utkání v lize.

#### Varnsdorf (hostování)
V červenci 2017 zamířil hostovat do tehdy druholigového klubu FK Varnsdorf. Ligový debut při tomto angažmá si připsal 30. července 2017 v souboji s Fotbalem Třinec. Odehrál celé střetnutí, ale domácí porážce 0:1 nezabránil. Ve Varnsdorfu se příliš neprosadil, jelikož za půl roku nastoupil pouze k osmi ligovým zápasům.

#### Erzgebirge Aue (hostování)
Před jarem 2019 změnil působiště, když formou hostování odešel do německého týmu FC Erzgebirge Aue. V Aue ze začátku tohoto působení nehrál, trenér mu řekl, že bude nastupovat až se mužstvo zachrání ve druhé lize. Ke svému prvnímu zápasu v lize tak za Erzgebirge nastoupil až na konci utkání s mužstvem 1. FC Heidenheim (prohra 0:1). Během tohoto angažmá odehrál v lize čtyři utkání, následně si zranil koleno.

### Hradec Králové
Před jarní částí sezony 2019/20 přestoupil z Mladé Boleslavi do v té době druholigového klubu FC Hradec Králové, který o jeho služby měl zájem již v minulosti. S vedením "Votroků" uzavřel smlouvu do 31. 12. 2022 a sešel se zde tehdy s trenérem Zdenkem Frťalou, který ho znal ze společného působení ve Varnsdorfu.

#### Sezóna 2019/20
Ligový debut v dresu Hradce si připsal v 17. kole hraném 8. března 2020 proti tehdejšímu nováčkovi brněnskému týmu SK Líšeň. Při remíze 1:1 na domácí půdě odehrál celých 90 minut. Svůj první ligový gól za "Votroky" a zároveň v profesionální soutěži zaznamenal ve 28. kole, kdy jedinou brankou střetnutí rozhodl o výhře nad mužstvem FK Ústí nad Labem. Podruhé v lize za Hradec skóroval v následujícím kole s klubem MFK Vítkovice (výhra 4:1), když ve 30. minutě zvyšoval na průběžných 2:0. Na jaře 2020 si připsal 13 ligových zápasů.

#### Sezóna 2020/21
Svůj první ligový gól v ročníku 2020/21 dal v souboji s celkem FC Sellier & Bellot Vlašim (výhra 1:0). Na jaře 2021 ve 23. kole hraném 8. 5. 2021 postoupil s Hradcem po výhře 2:1 nad Duklou Praha z prvního místa tabulky do nejvyšší soutěže, kam se "Votroci" vrátili po čtyřech letech.

### Eupen
Dne 24. června 2022 podepsal Král tříletou smlouvu s belgickým Eupenem. V lednu 2023 se vrátil do rodného Česka, kde odešel na půlroční hostování do FK Jablonec.

### Sigma Olomouc
Dne 10. září 2024 podepsal Král smlouvu se Sigmou Olomouc do léta 2028.

## Reprezentační kariéra
Král odehrál mezi lety 2015 a 2019 odehrál také 47 utkání v dresu českých mládežnických reprezentací.